# Fünfundzwanzig
Die Fünfundzwanzig (25) ist die natürliche Zahl zwischen Vierundzwanzig und Sechsundzwanzig. Sie ist ungerade, eine Quadratzahl und bildet die Summe der fünf ungeraden, einstelligen Zahlen: (1 + 3 + 5 + 7 + 9 = 25).

## Bedeutung der Zahl 25
Die Fünfundzwanzig steht im Periodensystem für die Ordnungszahl des chemischen Elements Mangan (Mn).
In der abendländischen Gesellschaft spielt der 25. Jahrestag eine große Rolle, da 25 Jahre einem Vierteljahrhundert entsprechen. Ein fünfundzwanzigjähriges Jubiläum wird oftmals als „silbernes“ bezeichnet. Silberne Hochzeiten, Dienstjubiläen und dergleichen werden als besondere Ereignisse gefeiert. Seit 1470 feiert die katholische Kirche alle 25 Jahre ein Jubeljahr.

## Weitere Bedeutungen
- Fünfundzwanzig Selige der griechisch-katholischen Kirche der Ukrainer
- 25 Dynastiegeschichten, chinesisches Geschichtswerk
- 25-manna, schwedischer Sportwettbewerb